# Peter Kullgren
Kent Peter Kullgren (ur. 17 maja 1981 w m. Forshaga) – szwedzki polityk i samorządowiec, działacz Chrześcijańskich Demokratów, od 2022 minister.

## Życiorys
Uczył się w Nobelgymnasiet w mieście Karlstad. Działał w samorządzie gminy Karlstad, w latach 2010–2017 wchodził w skład zarządu tej miejscowości. Członek Chrześcijańskich Demokratów, w 2017 został zastępcą partyjnego sekretarza, a w 2018 powołano go na partyjnego sekretarza tego ugrupowania.
W październiku 2022 objął urząd ministra obszarów wiejskich w nowo powołanym rządzie Ulfa Kristerssona.